# Unionoida
Unionoida su slatkovodne školjke od kojih neke žive u braktičnim vodama. Najčešće porodice su Unionidae i Margaritiferidae. Sve imaju zajedničku larvenu fazu, koja je privremeno parazit na ribama, dok neporastu dovoljno da ima se izduže sifoni da mogu da žive u mulju. Uglavnom su odvojenih polova.

## Morfologija
Oblik ovih školjki varira, a obično je izdužen. Imaju čvrste, prstaste valve sa bisernom unutrašnjosti, radijalne strukture i čitavu pavijativni liniju. Karakterišu se dobrorazvijenim sedefastima slojem i neke se koriste za proizvodnju bisera.

## Rasprostranjenost
Unionoida su rasprostranjene na šest kontinenata, gde su ograničeni isključivo na reke, potoke i jezera. Morskih vrsta nema, iako jedna vrsta toleriše braktične vode(‘’Glebula rotundata’’). Postoji oko 900 vrsta širom sveta, a oko 300 vrsta je endemično za Severnu Ameriku.

## Životne navike
Unionoida se zakopavaju u podlogu brzih tekućih slatkovodnih voda. One su jedne od najdugovečnijih vrsta. Kao i kod ostalih školjki, Unionoida ljuska se sastoji od dva dela koja su zajednički povezana, koji se mogu zatvoriti kako bi zaštitili mekano telo životinje. Imaju i mišićno stopalo, koje im omogućava da se školjka polako kreće i ukopava u dno svog slatkovodnog staništa

## Larveni stadijum
Imaju jedinstven i složen životni ciklus, koji uključuje parazitske larve. Ova larvena forma nekada je bila opisana kao parazitski crv na ribama domaćinima, međutm larve nisu crvi i neštete ribi u normalnim okolnostima. Prvi larveni stadijum je glochidia, koje se pomoću kuke kače za ribu. Neke Unionoida oslobađaju glochidia u sluzavim paketima zvanima conglutinates. Postoje još i super-conglutinate, koje pocećaju na larve vodenih muva ili na riblja jaja. Kada ga riba proguta, razbija se i oslobađa glochidia.